# Harry Grey
Harry Grey, pseudonimo di Herschel Goldberg (Kiev, 2 novembre 1901 – New York, 1º ottobre 1980), è stato un criminale e scrittore statunitense.

## Biografia
Il suo primo libro, Mano armata (The Hoods, 1952), scritto mentre si trovava nella prigione di Sing Sing, servì da base per il film C'era una volta in America di Sergio Leone. Questa fu una delle poche autobiografie di un gangster. Dopo The Hoods, Grey pubblicò altri due libri, Chiamatemi duca (Call me Duke, 1955) e Ritratto di un gangster (Portrait of a Mobster, 1958), conosciuto anche come Ritratto di un assassino.

## Opere
- Mano armata (The Hoods, 1952), Mattioli 1985, Fidenza, 2019, traduzione di Benedetto Montefiori, ISBN 978-88-6261-688-1.
- Chiamatemi duca (Call me Duke, 1955), Crown, 1955, ISBN 978-08-9966-885-7.
- Ritratto di un gangster (Portrait of a Mobster, 1958), Mattioli 1885, Fidenza, 2009, traduzione di Francesca Pratesi, ISBN 978-88-6261-076-6.